# فینال جام اتحادیه فوتبال انگلستان ۱۹۹۱
فینال جام اتحادیه فوتبال انگلستان ۱۹۹۱، رقابت پایانی جام اتحادیه فوتبال انگلستان در سال ۱۹۹۱ میلادی است که مابین دو تیم باشگاه فوتبال شفیلد ونزدی و باشگاه فوتبال منچستر یونایتد در ورزشگاه ومبلی لندن برگزار شده‌است.
این مسابقه که در تاریخ ۲۱ آوریل ۱۹۹۱ انجام شده‌است با نتیجه ۱ بر ۰ به سود تیم باشگاه فوتبال شفیلد ونزدی به پایان رسید.